# Pinguicula lithophytica
Pinguicula lithophytica este o specie de plante carnivore din genul Pinguicula, familia Lentibulariaceae, ordinul Lamiales, descrisă de Panfet și Amp; P.Temple. Conform Catalogue of Life specia Pinguicula lithophytica nu are subspecii cunoscute.